# Filomena
Filomena (auch Filumena) ist eine italienische, portugiesische und spanische Variante des weiblichen Vornamens Philomena. 
Die männliche Form lautet Filomeno.

## Namensträgerinnen
- Filomena de Almeida, osttimoresische Unabhängigkeitsaktivistin und Funktionärin der Partei FRETILIN
- Filomena Cautela (* 1984), portugiesische Fernsehmoderatorin und Schauspielerin
- Filomena Costa (* 1985), portugiesische Langstreckenläuferin
- Filomena Fortes (* 1966), kapverdische Sportfunktionärin
- Filomena Mascarenhas Tipote (* 1969), Politikerin aus Guinea-Bissau